# Poort van Sneek
De Poort van Sneek is een woonwijk binnen de stad Sneek in de Nederlandse provincie Friesland.

## Ligging en bereikbaarheid
De wijk grenst in het noorden de binnenstad van Sneek, in het zuiden en oosten aan Lemmerweg-Oost, in het zuiden en westen aan Lemmerweg-West.
De grootste verkeersader van de wijk is de Lemmerweg, die de wijk van noord naar zuid doorkruist. De noordelijke grens wordt gevormd door de Stadsgracht en de Kolk. De westelijke grens wordt gevormd door de Geeuw.

## Historie en bebouwing
De wijk is in 2011 geopend en is de jongste woonwijk van Sneek. In de wijk liggen historische panden, maar ook nieuwbouwwoningen en appartementencomplexen. De oudste bebouwing van de huidige wijk stamt uit circa 1800, maar al ruim voor deze tijd was het gebied bewoond. Rondom deze oude bebouwing is onlangs deze nieuwbouwwijk verrezen.
De Poort van Sneek dankt haar naam aan de Waterpoort van Sneek, die op de noordwestelijke grens van de wijk staat.

### Straatnaamverklaring
De straten in de Poort van Sneek zijn vernoemd naar aan water gerelateerde zaken en nabijgelegen plaatsen.

### Bezienswaardigheden
In de wijk bevinden zich verschillende rijksmonumenten, waaronder:
- Hotel Ozinga
- Waterpoort

Verder is bezienswaardig:
- Balthuskade
- Watertoren

## Voorzieningen
Onder meer de volgende voorzieningen bevinden zich in de wijk:
- Servicepunt watersport
- Winkelcentrum Boschplein